# Кенсово
Кенсово (пол. Kęsowo) — село в Польщі, у гміні Кенсово Тухольського повіту Куявсько-Поморського воєводства.
Населення — 930 осіб (2011).
У 1975-1998 роках село належало до Бидгощського воєводства.

## Демографія
Демографічна структура станом на 31 березня 2011 року:
|          | Загалом | Допрацездатний вік | Працездатний вік | Постпрацездатний вік |
| -------- | ------- | ------------------ | ---------------- | -------------------- |
| Чоловіки | 463     | 101                | 332              | 30                   |
| Жінки    | 467     | 104                | 288              | 75                   |
| Разом    | 930     | 205                | 620              | 105                  |